# Chevrolet Cobalt

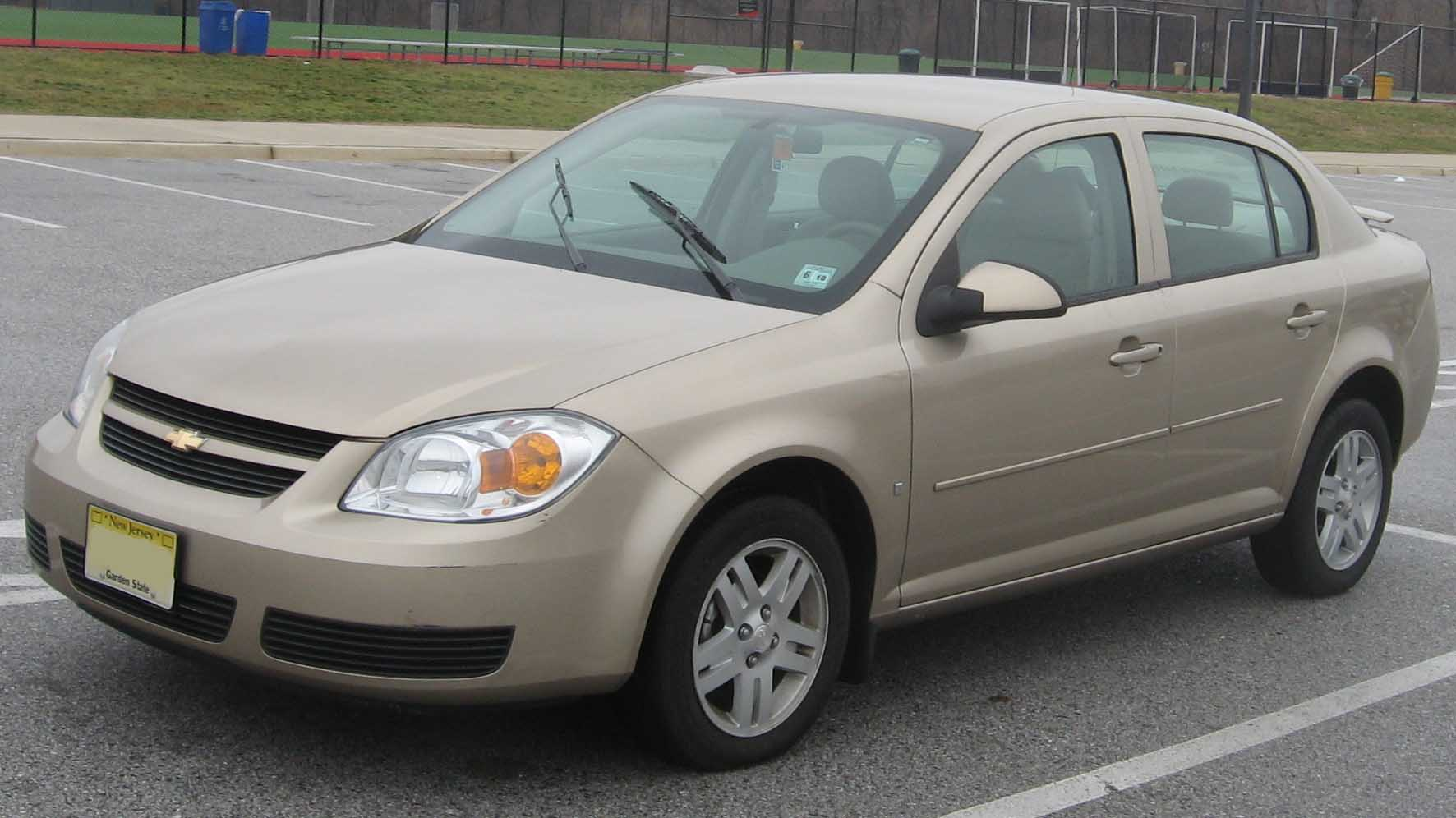
Sedanversionen

Chevrolet Cobalt är en kompaktbil byggd av biltillverkaren Chevrolet. Modellen ersatte år 2004 föregångarna Cavalier och Prizm.
Bilen finns i två kaross-versioner; Sedan och den Sportigare Coupen. 2010 stod det klart att modellen skulle läggas ner och få en efterträdare; Chevrolet Cruze.